# ودیویتکلو
ودیویتکلو (به لاتین: Vedivaittakallu) یک منطقهٔ مسکونی در سری‌لانکا است که در استان شمالی (سری‌لانکا) واقع شده‌است.